# Di là dal fiume e tra gli alberi
Di là dal fiume e tra gli alberi (Across the River and Into the Trees) è un romanzo dello scrittore statunitense Ernest Hemingway pubblicato a New York dall'editore Scribner il 7 settembre 1950. Il titolo è tratto dalle ultime parole del generale confederato Stonewall Jackson.

## Genesi
Il 26 luglio 1944, in Normandia (nell'ambito dell'Operazione Overlord), Ernest Hemingway conobbe il colonnello Charles T. Lanham, comandante del 22º Reggimento di fanteria della 4ª Divisione, che sarà il modello per il personaggio del colonnello Cantwell.
Nell'autunno del 1948, invece, Hemingway, mentre soggiornava presso la tenuta dell'amico aristocratico Raimondo Nanuk Franchetti a San Gaetano di Caorle per la caccia alle anatre, incontrò la giovane nobile Adriana Ivancich, di origine dalmata, nata a Venezia nel 1930 (e che morì suicida nel 1983). 
Successivamente,  si recò a sciare con la moglie a Cortina d'Ampezzo, dove lei subì un infortunio alla caviglia. Hemingway, annoiato, iniziò a scrivere il romanzo. 
Nella primavera successiva, lo scrittore si recò a Venezia, rivide Adriana Ivancich e ne approfondì la conoscenza; nei mesi seguenti, i due intrattennero una fitta corrispondenza mentre Hemingway continuava a lavorare al romanzo a Cuba.
La stessa Ivancich disegnò la copertina per la prima edizione, che ebbe una tiratura iniziale di 75 000 copie.

## Trama

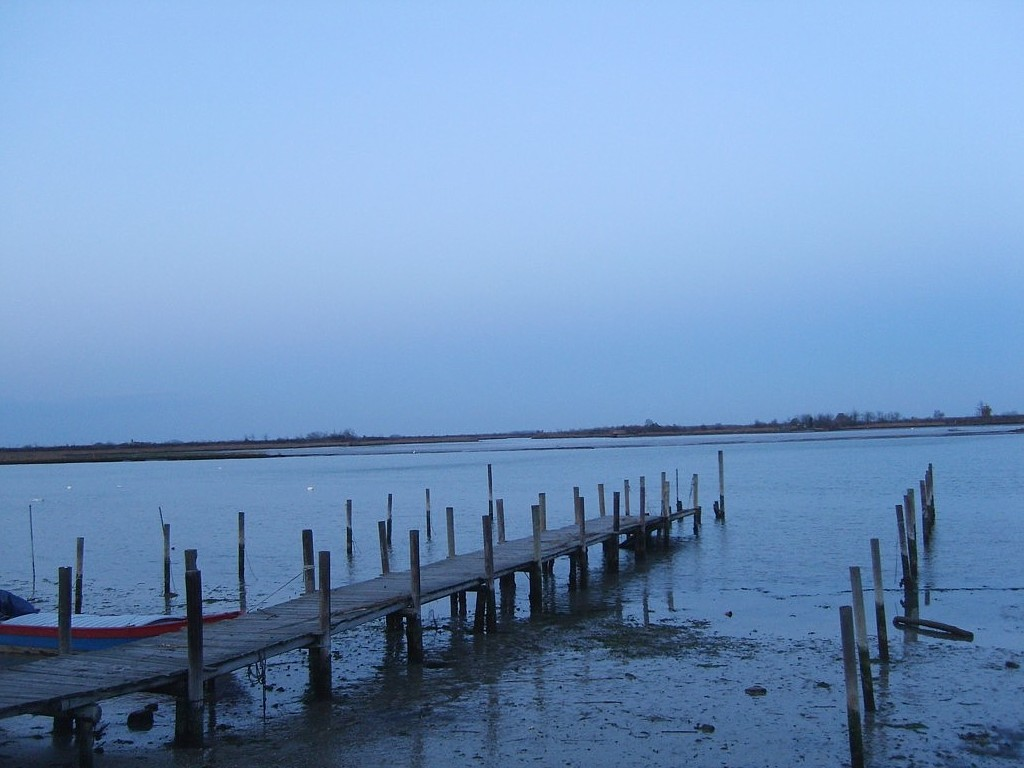
Scorcio invernale della laguna di Caorle, cui si ispirò Hemingway

Nell'alba fredda di una domenica d'inverno, sulla laguna ghiacciata, quattro imbarcazioni si stanno recando alle botti per la caccia alle anatre. Su una di queste si trova il cinquantenne colonnello Richard Cantwell, che dal 1946 è di stanza a Trieste (allora territorio occupato da truppe statunitensi e inglesi, dal giugno 1945 al 1954).
Il colonnello era partito il venerdì precedente con la sua grossa Buick per Trieste. Mentre percorreva la strada per raggiungere Venezia, fu assalito dai ricordi della prima guerra mondiale e ritrovò il luogo dove allora era stato ferito. Aveva combattuto anche nella seconda guerra mondiale e, pluridecorato, è considerato un eroe; lui tuttavia non si sente più un soldato, ma un semplice uomo in uniforme.
Il colonnello intreccia una relazione con una diciannovenne nobildonna veneziana, Renata, alla quale racconta, tra struggimenti e reminiscenze giovanili, le vicende della guerra. Nonostante la grande differenza di età fra i due, la relazione riesce a dare al colonnello serenità e gioia, ma è ben consapevole che i suoi problemi cardiaci non gli lasciano molto tempo da vivere.
Quando sente avvicinarsi la morte, il colonnello si fa accompagnare dal suo autista nel luogo dove era stato ferito tanti anni prima, e dopo aver lasciato le ultime consegne, rimane lì ad aspettare la fine.

## Stile narrativo
Hemingway iniziò la sua carriera letteraria come scrittore di racconti e giornalista e questo gli diede modo di saper "ottenere il massimo dal minimo", di rendere il linguaggio conciso. Questo stile narrativo, noto come teoria Iceberg, consente ad Hemingway di descrivere eventi quotidiani senza apparentemente connotarli di significati secondari, quando invece tali fatti sono la rappresentazione simbolica di ciò che accade dentro l'animo dei personaggi del romanzo.
La teoria Iceberg è anche indicata come "teoria di omissione". Carlos Backer sostiene che in Di là dal fiume e tra gli alberi ogni scena ha una verità di fondo presentata sotto forma di simbolismo. Secondo Jeffrey Meyers, biografo di Hemingway, un chiaro esempio di omissione è rappresentato dalla figura di Renata, la quale subisce gravi traumi con la perdita del padre e della casa in cui è cresciuta; Hemingway però di tale evento fa solo un breve accenno, costringendo il lettore a dedurre da sé ciò che accade dentro l'animo del personaggio.
Di là dal fiume e tra gli alberi è un romanzo in cui spazio e tempo si fondono: Cantwell è trascinato in un lungo flashback attraverso l'espressione "ragazzo", che nella narrazione funge da ponte tra tempo presente e tempo passato. Il dialogo, dunque, è sempre al tempo presente nonostante ci si riferisca al passato ed il termine "adesso", secondo Stoltzfus, si ripete appunto per rafforzare l'illusione.

## Temi
Cantwell è un ufficiale militare di cinquant'anni innamorato della giovane veneziana Renata; egli soffre di problemi cardiaci ed è proprio a causa della sua età e della sua fragilità fisica che ha una relazione con la ragazza veneta, cercando così la giovinezza ed immortalità che anche lui provava qualche decennio prima. Il rapporto tra Cantwell e Renata, afferma Meyers, rappresenta la relazione sentimentale che lo stesso Hemingway aveva avuto con l'adolescente nobildonna veneziana Adriana Ivancich, le cui qualità fisiche sono quasi identiche a quelle che lo scrittore attribuisce a Renata, descrivendola nel romanzo.
Il biografo dell'autore Carlos Backer crede che Hemingway in quest'opera abbia focalizzato il tema delle "tre età dell'uomo", oltre ad aver finalmente reso chiare ed obiettive le sue traumatiche esperienze belliche giovanili. Backer inoltre trova numerose analogie tra l'opera di Thomas Mann, La morte a Venezia, e quella di Hemingway: entrambe sono ambientate a Venezia, la prima si svolge in estate, la seconda in inverno; entrambi i protagonisti affrontano la morte, cercando un conforto di fronte ad essa in un personaggio più giovane.
Cantwell è dipinto dall'autore come un uomo antipatico, che spesso rievoca il passato, al contrario di Renata che vive solo nel presente; in lui inoltre convivono in un rapporto conflittuale due anime distinte: il duro soldato che combatté nella prima guerra mondiale e l'amico e tenero amante della giovane Renata.
Charles Oliver sottolinea l'importanza del tema della morte nelle opere di Hemingway ed in questa in particolare, nella quale Cantwell mantiene il controllo sulla propria vita anche di fronte ad eventi terribili. Spesso i personaggi hemingwayani trovano la redenzione dai loro peccati al momento del trapasso e questo processo può essere interpretato come una forma di esistenzialismo. Cantwell inoltre rimane lucido e con un'integra dignità anche poche ore prima di morire: egli è felice d'aver salutato per l'ultima volta l'amata Renata ed allo stesso tempo è felice che essa molto probabilmente sposerà il conte Alvarito, anch'esso innamorato della giovane veneziana.
Come già detto, Meyers afferma che ci siano parallelismi tra la vita di Hemingway ed il protagonista Cantwell, ma trova allo stesso tempo più somiglianze tra quest'ultimo e "Chink" Dorman Smith: amico dell'autore, la cui carriera militare fu minata a causa della sua retrocessione di grado (come accade a Cantwell). Benson crede inoltre che Hemingway abbia attuato collegamenti tra la sua vita e quella di Cantwell per poter parlare della vita in generale.

## Contesto e pubblicazione
Hemingway parlò per la prima volta di Di là dal fiume e tra gli alberi al suo amico, e giornalista del Cosmopolitan Magazine, A. E. Hotchner nel 1948 a Cuba. Il Cosmopolitan successivamente pubblicò in cinque edizioni l'articolo scritto da Hotchner.
Nei due anni seguenti Hemingway lavorò alla sua nuova opera in quattro luoghi diversi: durante l'inverno del 1949 ne stese una prima bozza a Cortina D'Ampezzo; successivamente continuò il lavoro nella sua casa a Cuba; finì quindi il progetto a Parigi e completò le ultime revisioni a Venezia. L'opera fu poi pubblicata da Scribner il 7 settembre 1950, con una prima edizione di 75 000 copie, dopo una campagna pubblicitaria che enfatizzò il romanzo come primo libro di Hemingway pubblicato dopo dieci anni di silenzio letterario- l'ultima opera era stata Per chi suona la campana del 1940.

## Recensioni
In più di 150 pubblicazioni Di là dal fiume e tra gli alberi non ha ricevuto un'accoglienza entusiasta da parte della critica. Esso infatti è stato definito un romanzo troppo emotivo, con una trama statica ed una prosa involuta rispetto alle precedenti opere di Hemingway, un'autobiografia inadatta dell'autore, che presenta Cantwell come triste e fragile soldato. Hemingway, secondo Backer, era profondamente ferito dalle recensioni negative, specialmente perché sapeva che conoscenti ed amici a lui vicini erano fondamentalmente d'accordo con la maggior parte dei giudizi poco entusiasti del libro; anche la moglie Maria disapprovava il romanzo ed a suo tempo dichiarò: "...Ho tenuto la bocca cucita. Nessuno mi aveva eletto recensore di mio marito".
Non mancano però anche le valutazioni positive. John O'Hara ad esempio scrisse sul New York Times che Hemingway era il più importante scrittore vivente, il più talentuoso dopo Shakespeare, e che "Di là dal fiume e tra gli alberi" era un'altra sua memorabile opera. Anche Tennessee Williams sempre nel New York Times definisce il romanzo di Hemingway "il migliore e più onesto lavoro che abbia fatto", il quale merita di diventare un libro popolare nonostante i critici lo trattino piuttosto superficialmente. Generalmente Di là dal fiume e tra gli alberi ha ricevuto recensioni migliori dopo molti decenni rispetto ai primi tempi, quando era appena stato pubblicato.

## Adattamento cinematografico
Il regista neozelandese Martin Campbell nel 2017 ha annunciato che avrebbe girato un film, co-prodotto da USA-Canada-Ungheria, tratto dal romanzo: la sceneggiatura è di Michael Radford. A Pierce Brosnan è stato assegnato il ruolo di Cantwell.
Da novembre 2020 sono cominciate le riprese del film Across the river and into the trees diretto dalla regista spagnola Paula Ortiz e prodotto da Robert MacLean di Tribune Pictures, la sceneggiatura è del candidato ai BAFTA Peter Flannery. Il film vede come attore protagonista Liev Schreiber, attore statunitense già visto in film come Wolverine, Il caso Spotlight e Salt. Ad affiancare Liev Schreiber troviamo un cast di nomi internazionali, tra cui spiccano anche diverse star italiane: Matilda De Angelis, Laura Morante, Sabrina Impacciatore, Alessandro Parrello e Maurizio Lombardi. Tra i protagonisti anche Josh Hutcherson.
Ha lo stesso nome anche una serie di documentari tematici, legati al territorio, trasmessi in televisione da Rai Scuola.

## Edizioni italiane
- Di là dal fiume e tra gli alberi, traduzione di Fernanda Pivano, Collana Medusa n.492, Milano, Mondadori, febbraio 1965,  p. 303. - Introduzione di F. Pivano, Collana Oscar n.460 (Oscar narrativa 189), Mondadori, maggio 1973, ISBN 88-04-10864-9, pp.326; Collana Medusa serie '80 n.23, Mondadori, 1981; in con una cronologia, un'antologia di giudizi e una bibliografia, Collana Oscar Scrittori del Novecento n.189, Mondadori, luglio 1997; ora Oscar scrittori moderni, Mondadori.
- Di là dal fiume e tra gli alberi, in Romanzi, vol.II, traduzione di Fernanda Pivano, Collana I Meridiani, Milano, Arnoldo Mondadori Editore, 1993,  pp. 847-1103, ISBN 88-04-36209-X.